# Earle, Arkansas
Earle är en ort i Crittenden County i delstaten Arkansas, USA.